# Loek Hermans
Louis Marie Lucien Henri Alphonse (Loek) Hermans (ur. 23 kwietnia 1951 w Heerlen) – holenderski polityk i samorządowiec, działacz Partii Ludowej na rzecz Wolności i Demokracji (VVD), poseł do Tweede Kamer i senator, w latach 1998–2002 minister edukacji, kultury i nauki.

## Życiorys
Kształcił się w Kerkrade, a w 1976 ukończył studia z zakresu administracji publicznej na Katolickim Uniwersytecie w Nijmegen. W 1969 zaangażował się w działalność polityczną w ramach Partii Ludowej na rzecz Wolności i Demokracji. Pełnił różne funkcje w strukturach jej młodzieżówki JOVD, m.in. w latach 1974–1974 był wiceprzewodniczącym tej organizacji. W latach 1972–1976 pracował jako nauczyciel, od 1974 do 1978 był radnym w Nijmegen. W latach 1977–1990 sprawował mandat posła do Tweede Kamer, następnie do 1994 pełnił funkcję burmistrza Zwolle. W latach 1994–1998 zajmował stanowisko komisarza królowej we Fryzji.
Od sierpnia 1998 do lipca 2002 był ministrem edukacji, kultury i nauki w drugim rządzie Wima Koka. W 2002 ponownie wybrany do niższej izby Stanów Generalnych, jednak zrezygnował z wykonywania mandatu. W latach 2003–2011 przewodniczył MKB-Nederland, zrzeszeniu małych i średnich przedsiębiorców. Obejmował także liczne stanowiska doradcze i nadzorcze w różnych przedsiębiorstwach i organizacjach. W międzyczasie powrócił do polityki krajowej – w 2007 został wybrany w skład Eerste Kamer, a w 2011 stanął na czele senackiej frakcji VVD. W 2015 odszedł z parlamentu po werdykcie izby przedsiębiorczości przy amsterdamskim sądzie. Przypisano mu w nim współodpowiedzialność za bankructwo w 2009 przedsiębiorstwa Meavita Nederland, w którym Loek Hermans od 2007 przewodniczył radzie nadzorczej.
Ojciec polityczki Sophie Hermans
Odznaczony Orderem Oranje-Nassau IV klasy (2002) oraz Orderem Lwa Niderlandzkiego III klasy (1989).